# L'occhio (album)
L'occhio è il primo album del rapper italiano Mr. Baba.

## Tracce
1. Intro
2. Pappa d'hip hop
3. Skit
4. L'occhio
5. Skit
6. Per i fra
7. DJ Lou Skratch
8. Seguici giù
9. Skitto
10. Pieno di me
11. Skit
12. Il succo
13. Outro